# Independência (Rio Grande do Sul)
Independência est une municipalité brésilienne située dans l'État du Rio Grande do Sul.